# Choina Siebolda
Choina Siebolda (Tsuga sieboldii) – gatunek iglasty pochodzący z japońskich wysp Honsiu, Kiusiu, Sikoku i Yakushima. W Europie i Ameryce Północnej drzewo jest czasami używane jako drzewo ozdobne i jest uprawiane od 1850 roku.

## Morfologia
PokrójDrzewo jest często wielopniowe od podstawy, a gęsta korona jest szeroko stożkowa i spiczasta. Osiąga do 30 m wysokości i 360 cm obwodu pnia. Kora ma ciemny różowo-szary kolor. Kiedy drzewo jest młode ma korę gładką z poziomymi fałdami, ale później pęka w kwadraty i łuszczy się. Nagie pędy są blado lśniąco płowe, ale mogą różnić się od białych lub bladobrązowych.
LiściePodstawa ogonka jest czerwono-brązowa. Liście są gęsto ustawione w nieregularnych płaskich rzędach. W porównaniu z innymi gatunkami z rodzaju choina ich igły są szerokie i przysadziste, a ich długość waha się od 0,7 do 2 cm długości i około 0,2 cm szerokości. Są tępe, z karbowanymi końcami, mają błyszczący i ciemnozielony kolor z ich górnej części. Spodnia strona igieł jest matowa i biaława.
KwiatyMęskie są bardzo małe, i zebrane w szyszki tylko 2 mm długości, kuliste i wiśniowo-czerwone. Żeńskie szyszki są nieco większe – osiągają ok. 5 mm, są fioletowe i jajowate.
SzyszkiOsiągają od 2 do 2,5 cm długości, końce łusek są grube.
Gatunki podobneSpośród choin o płaskich liściach (sekcja Micropeuce) wyróżnia się jako jedyna nagimi pędami. Liście ma bardzo podobne do choiny różnolistnej (tylko paski od dołu bardziej blade).

## Zagrożenie gatunku
Choina Siebolda ma status gatunku bliskiego zagrożenia według IUCN i spadającą populację.